# Juan Fernando Vieytes Pérez
Juan Fernando Vieytes Pérez (Montevideo, 5 de enero de 1916-Montevideo, 7 de abril de 1962) fue un pintor uruguayo, maestro de varios artistas uruguayos.

## Biografía
Ganó su primer Premio Nacional de Arte de Uruguay por una pintura de su prima, Margot Pérez. A lo largo de su carrera, fue una figura importante en la escena artística uruguaya, y ganó varios premios hasta su temprana muerte en 1962.
Obtuvo el primer premio del Salón Anual de Artes Plásticas en 1939, 1940, 1943 y 1951; y el premio de Bronce del Salón Anual en 1946 y 1947.
Estaba casado con la actriz uruguaya Nelly Weissel, con quien tuvo una hija.